# Luigi Mancinelli
Luigi Mancinelli (3. února 1848, Orvieto – 2. února 1921, Řím) byl italský violoncellista a operní dirigent. Byl rovněž činný jako hudební skladatel.

## Život
Vystudoval ve Florencii a začínal jako violoncellista symfonického orchestru v Bologni. Jako operní dirigent se uvedl v Perugii a v Římě. Záhy získal mezinárodní proslulost. Řídil operní orchestry v Londýně (Covent Garden) a v Madridu. V Buenos Aires dirigoval operní představení při otevření slavného divadla Teatro Colón.
V Metropolitní opeře v New Yorku debutoval operou Charlese Gounoda Faust a Markétka 27. listopadu 1893. Bylo to u příležitosti znovu otevření scény po požáru, který toto divadlo postihl v roce 1892. Po devět let byl hlavním dirigentem Metropolitní opery a uvedl zde americké premiéry světových oper (Jules Massenet: Werther, Cid; Giuseppe Verdi: Falstaff, Ernani; Camille Saint-Saëns – Samson a Dalila, Wolfgang Amadeus Mozart: Kouzelná flétna, Don Giovanni, Giacomo Puccini: La Bohème a další).
Proslulost Mancinelliho byla na přelomu 20. století srovnatelná se slávou Artura Toscaniniho. V dnešní době je méně znám zejména proto, že oproti Toscaninimu existuje jen málo nahrávek jeho tvorby a navíc ve špatné technické kvalitě.
Jeho skladatelský odkaz zahrnuje čtyři opery a řadu dalších vokálních a symfonických skladeb. Psal rovněž hudbu k filmům. Opera Ero e Leandro byla uvedena i na scéně Metropolitní opery. Divadlo v jeho rodném Orvietu nese na jeho počest jméno Teatro Mancinelli.

## Dílo

### Opery
- Isora di Provenza – libreto A. Zanardini, Bologna, 1884
- Ero e Leandro - libreto Arrigo Boito, Madrid, 1897
- Paolo e Francesca – libreto Arturo Colautti, Bologna, 1907
- Sogno di una Notte d'Estate - libreto Fausto Salvatori; neprovedeno, 1919)

### Další jevištní díla
- Messalina (Preludium a Intermezzo k divadelní hře Pietra Cossy, 1876)
- Cleopatra (Symfonické intermezzo k divadelní hře Pietra Cossy, 1877)
- Tizianello (scénická hudba ke komedii E. Lombroso, 1880)
- Isaia (Kantáta na slova Giuseppe Albini, 1887)
- La cantata del lavoro (1898)
- Sancta Agnes (Kantáta, 1905)

### Symfonická hudba
- Scene veneziane (Suita, Madrid, 1889)
- Romantická předehra (1908)
- Frate Sole (Symfonická báseň pro sbor a orchestr, Řím 1918)
- Giuliano L'Apostata (Symfonická báseň pro sbor a orchestr, Řím 1920)